# Bruce Bickford (Leichtathlet)
Bruce Bickford (Bruce Emery Bickford; * 12. März 1957 in East Benton, Maine) ist ein ehemaliger US-amerikanischer Langstreckenläufer.
Dreimal nahm er an den Crosslauf-Weltmeisterschaften teil und gewann jedes Mal eine Medaille mit dem US-Team. 1981 in Madrid kam er auf den 19. Platz und gewann Silber, 1985 in Lissabon wurde er Zehnter und holte Bronze, und 1986 in Colombier folgte mit einem 15. Platz in der Einzelwertung eine weitere Bronzemedaille.
1986 wurde er Zweiter beim Philadelphia-Halbmarathon. Im Jahr darauf kam er beim Boston-Marathon auf den 17. Platz und siegte bei den Panamerikanischen Spielen 1987 in Indianapolis über 10.000 m.
1988 siegte er über dieselbe Distanz bei den US-Ausscheidungskämpfen für die Olympischen Spiele in Seoul, wo er auf dem 18. Platz einlief.
1985 wurde er US-Meister über 10.000 m.

## Persönliche Bestleistungen
- 3000 m: 7:48,4 min, 14. September 1988, Chiba
- 5000 m: 13:13,49 min, 27. Juni 1985, Oslo
  - Halle: 13:26,92 min, 9. Februar 1985, East Rutherford
- 10.000 m: 27:37,17 min, 2. Juli 1985, Stockholm
- Halbmarathon: 1:01:57 h, 14. September 1986, Philadelphia
- Marathon: 2:18:57 h, 20. April 1987,	Boston
- 3000 m Hindernislauf: 8:25,36 min, 24. Juli 1982, Indianapolis